# NGC 1749
NGC 1749 ist die Bezeichnung eines offenen Sternhaufens im Sternbild Dorado. Das Objekt wurde am 30. Dezember 1836 von John Herschel entdeckt.